# CF Asturias
CF Asturias was een Mexicaanse voetbalclub uit Mexico-Stad. 

## Geschiedenis
De club werd op 7 februari 1918 opgericht door immigranten uit de Spaanse regio Asturië, die een club wilden om alle Spanjaarden uit Asturië te verenigen. De club deed een aanvraag om toegelaten te worden tot de Liga Mexicana de Football Amateur Association. Er werden echter voorwaarden opgelegd en de club moest drie vriendschappelijke wedstrijden spelen, en winnen, tegen Germania FV, Tigres en América. De eerste twee clubs werden verslagen, maar tegen América werd het 3-3 waardoor ze geweigerd werden voor de competitie. De club besloot daarom om zelf een bond op te richten, de Unión Nacional de Association Foot-Ball, zonder toegangsprijzen voor de toeschouwers. Uit schrik voor zware concurrentie werd de club dan toch geaccepteerd voor de Liga Mexicana in 1919. 
Door onenigheden met enkele clubs, die de competitie verlieten werd de volgende twee jaar enkel officieus competitievoetbal gespeeld. In 1922/23 ging een nieuwe competitie van start, de Primera Fuerza. Op de voorlaatste speeldag had de club één punt achterstand op leider Germania. Het lot bepaalde dat beide clubs elkaar troffen op de laatste speeldag. Na onenigheden met de scheidsrechter verlieten de spelers van Germania het veld bij een 2-1 achterstand, waardoor Asturias de titel toegewezen kreeg.
Na een derde en vierde plaats eindigde de club in 1926 samen met Club América op de eerste plaats. Er kwamen testwedstrijden om de titel te bepalen en hier kon América twee keer winnen en won zo de titel. De volgende jaren eindigde de club wisselend in de hogere of lagere middenmoot. In 1934 eindigde de club samen met España en Atlante eerste en er volgde een eindronde. Na een 5-4 overwinning op Atlante verloor de club de tweede wedstrijd tegen España. In 1939 werd de club voor de tweede keer kampioen. Begin jaren veertig eindigde de club twee keer op de laatste plaats. Intussen had de club ook al acht keer gezegevierd in de beker van Mexico, een record dat tot op heden nog niet gebroken werd.
In 1943 werd in de Mexico de profcompetitie ingevoerd. De club eindigde samen met España eerste en won de beslissende wedstrijd om de titel met 4-1. De volgende jaren gingen de resultaten bergaf en in 1948 werden ze zelfs laatste. Na een vijfde plaats in 1950 besloot de club om de competitie te verlaten na onenigheden met de voetbalbond. 

## Erelijst
Primera Fuerza
1923, 1939
Landskampioen
1944
Beker van Mexico
1922, 1923, 1924, 1934, 1937, 1939, 1940, 1941